# Laevaricella perlucens
Laevaricella perlucens е вид коремоного от семейство Oleacinidae.

## Разпространение
Видът е ендемичен за Доминика.